# Cesare Penna
Giulio Cesare Penna (Lecce, 1607 – 1653) è stato uno scultore italiano.
Numerosi sono i contributi che Cesare Penna diede alle opere architettoniche barocche di Lecce e del Salento. Il suo primo grande capolavoro fu la costruzione della Chiesa Santa Teresa a Lecce. Sempre nella città salentina realizzò gli altari di San Carlo Borromeo e di Sant'Andrea Apostolo nel Duomo e altri due altari nella Basilica di Santa Croce. Altre opere del Penna si possono ammirare a Maglie (portale della Chiesa della Madonna delle Grazie - 1648), a Salve e a Martina Franca (statua lignea Cristo della Colonna nella Chiesa di San Francesco di Paola).